# 1920 au cinéma
| Années du cinéma : 1917 - 1918 - 1919 - 1920 - 1921 - 1922 - 1923    |
| Décennies du cinéma : 1890 - 1900 - 1910 - 1920 - 1930 - 1940 - 1950 |

Cet article présente les faits marquants de l'année 1920 au cinéma.

## Événements

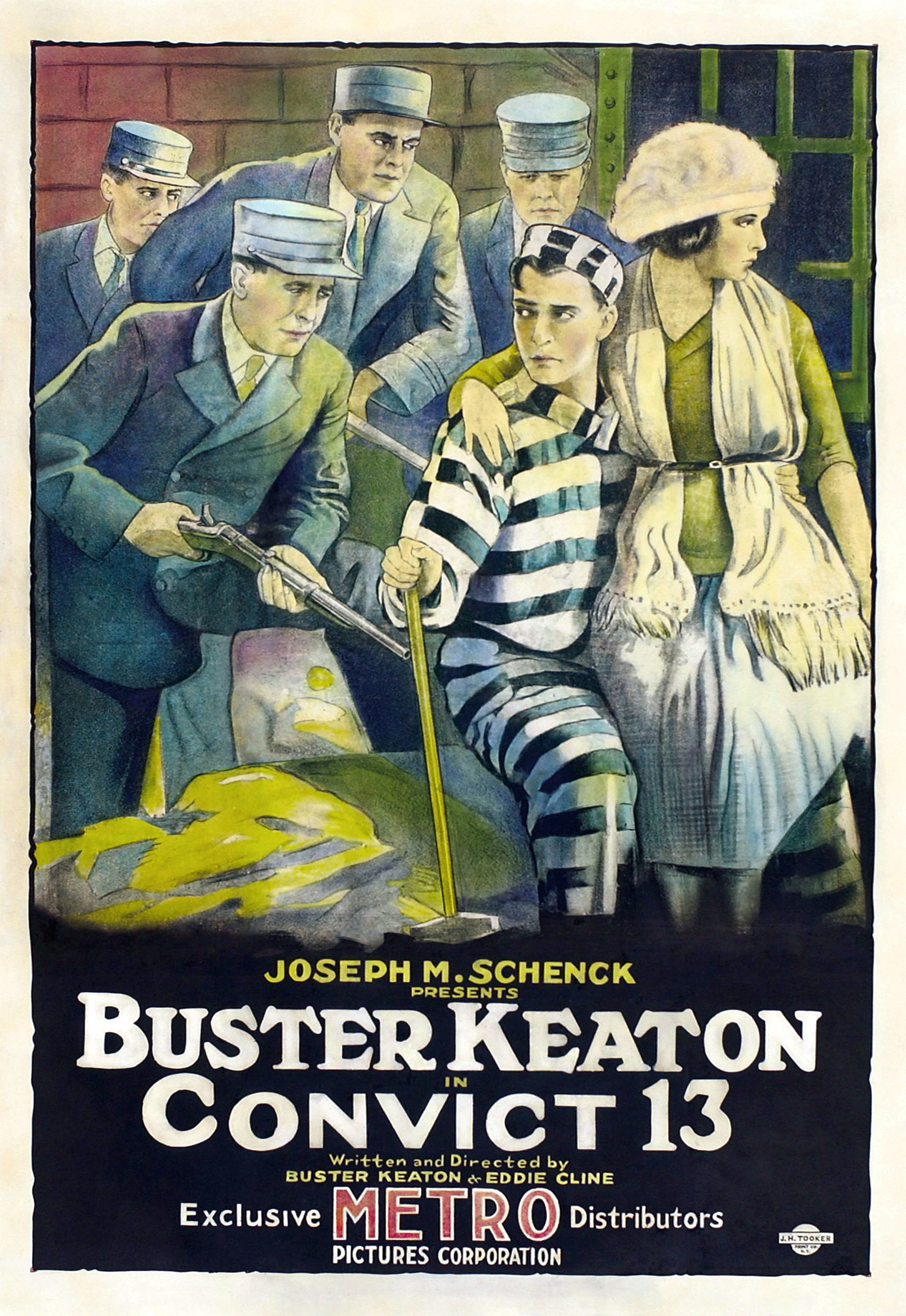
Convict 13, film de Buster Keaton.

- Janvier : Ciné-club, revue fondée par Louis Delluc.
- 24 janvier : Jean Renoir épouse Catherine Hessling
- Louis Nalpas, ancien directeur artistique de Film d'art, crée le Ciné-Studio de la Victorine à Nice.

## Principaux films de l'année
- À travers l'orage (Way Down East), film américain de David Wark Griffith.
- Le Cabinet du docteur Caligari, film allemand de Robert Wiene, avec Werner Krauss
- Docteur Jekyll et M. Hyde, film américain de John Stuart Robertson avec John Barrymore.
- L'Homme du large, film français de Marcel L'Herbier d'après Honoré de Balzac
- Satan (The Penalty), film américain de Wallace Worsley avec Lon Chaney.
- Vers le bonheur, film suédois de Mauritz Stiller.
- La Montre brisée, film suédois de et avec Victor Sjöström.
- Le Golem, film allemand de Paul Wegener et Carl Boese
- Le Signe de Zorro, film américain de Fred Niblo avec Douglas Fairbanks dans le rôle-titre
- Sumurun, film allemand d'Ernst Lubitsch avec Pola Negri

## Principales naissances
- 4 janvier : Robert Lamoureux, comédien français († 29 octobre 2011).
- 20 janvier : Federico Fellini, metteur en scène italien († 31 octobre 1993).
- 16 février : Mikhail Schweitzer, réalisateur et scénariste soviétique et russe († 2 juin 2000).
- 22 février : Giulietta Masina, actrice italienne († 23 mars 1994).
- 29 février : Michèle Morgan (Simone Roussel, dite), actrice française († 20 décembre 2016).
- 21 mars : Éric Rohmer, réalisateur français († 11 janvier 2010).
- 25 avril : Jean Carmet, acteur et scénariste français († 20 avril 1994).
- 15 mai : Michel Audiard, scénariste français († 27 juillet 1985).
- 21 avril : Anselmo Duarte, réalisateur brésilien († 7 novembre 2009).
- 1er avril : Toshirō Mifune, acteur japonais († 24 décembre 1997).
- 6 juin : Doris Merrick, actrice américaine († 30 novembre 2019).
- 29 juillet : Rodolfo Acosta, acteur mexicain († 7 novembre 1974).
- 13 août : Neville Brand, acteur américain († 16 avril 1992).
- 17 août : Maureen O'Hara, actrice d'origine irlandaise († 24 octobre 2015).
- 24 août : Jean Desailly, acteur français († 11 juin 2008).
- 1er septembre : Richard Farnsworth († le 6 octobre 2000)
- 23 septembre : Mickey Rooney, acteur américain († 6 avril 2014).
- 30 septembre : Boris Kimiagarov, réalisateur soviétique († 19 avril 1979)
- 17 octobre : Montgomery Clift, acteur américain († 23 juillet 1966).
- 20 novembre : Gene Tierney, actrice américaine († 6 novembre 1991).
- 30 décembre : Jack Lord, acteur américain (†  le 21 janvier 1998).

## Principaux décès
- 14 juin : Réjane (Gabrielle Réju, dite), actrice française (° 6 juin 1856).
- 13 août : Gladys Field, actrice américaine (° 1889).
- 1er septembre : Suzanne Grandais, actrice française (° 14 juin 1893).
- 10 septembre : Olive Thomas, actrice américaine (° 20 octobre 1894).